# Назаров, Александр Викторович
Алекса́ндр Ви́кторович Наза́ров (род. 24 февраля 1951) — советский и российский государственный деятель, первый глава администрации Чукотского автономного округа (1991—2001), аудитор Счётной палаты Российской Федерации (2003—2009). Кандидат экономических наук.

## Биография
Александр Назаров родился 24 февраля 1951 года в селе Грязновка Ермаковского района Павлодарской области Казахской ССР. Отец — токарь, во время Великой Отечественной войны работал на оборонном заводе Челябинска, мать — бухгалтер. Окончил Макеевский инженерно-строительный институт и заочно Хабаровскую высшую партийную школу. После окончания школы средней школы работал электриком на Дружковском машиностроительном заводе, срочную службу проходил в Военно-морском флоте СССР. После демобилизации, в 1972—1973 годах работал слесарем по ремонту электрооборудования атомных подводных лодок на спецпредприятии «Эра» города Северодвинска Архангельской области.
В 1973 году по путёвке Архангельского обкома ВЛКСМ был направлен на Чукотку на строительство Билибинской атомной электростанции. Работал плотником-бетонщиком, начальником штаба ЦК ВЛКСМ стройки, мастером, прорабом. Принимал участие в строительстве Магаданской, Аркагалинской и Лучегорской ТЭЦ.
В 1981—1983 годах работал в промышленно-транспортном отделе Билибинского райкома КПСС.
Деятельность на государственный постах начал в 1983 году, когда был избран заместителем председателя исполкома Билибинского районного Совета. В 1987—1990 годах занимал должность заместителя председателя Чукотского окружного исполкома.
В 1990 году избран депутатом Чукотского окружного и Магаданского областного советов, а 25 апреля 1990 года — председателем Чукотского окрисполкома.
11 ноября 1991 года Указом Президента РСФСР Бориса Ельцина назначен главой администрации Чукотского автономного округа. 22 декабря 1996 года победил на выборах главы администрации Чукотского АО, получив 65 % голосов избирателей. В 1995—2000 годах был председателем Совета регионального отделения Движения «Наш дом — Россия».
Во время руководства Назарова на Чукотке произошёл резкий спад промышленного производства, численность населения снизилось в несколько раз, было ликвидировано большинство рабочих посёлков. Имя губернатора фигурировало в нескольких делах, связанных с налоговыми и финансовыми правонарушениями — невозврату кредитов, незаконной продаже квот на добычу водных биоресурсов, нецелевому расходованию бюджетных средств. Непосредственно перед очередными губернаторскими выборами в 2000 году Назаров был вызван на допрос в Федеральную службу налоговой полиции, вскоре после чего он снял свою кандидатуру.
По словам Людмилы Айнаны, автора учебника чукотского языка, голод на Чукотке продолжался вплоть до конца 90-х годов:
Все начали есть традиционную пищу, даже русские начали есть то, что мы едим. Тогда с Загребиным я написала книгу о растениях Чукотки и о блюдах, которые можно из них готовить. Мы кормили детей кормовой мукой для животных — лепёшки из них готовили. И в это время американцы очень хорошо помогали — гуманитарную помощь нам посылали. А Александр Назаров был очень плохим губернатором. Он даже написал в Москву письмо о том, что я и ещё некоторые коренные жители — враги России, потому что мы с Америкой связались. Это мы-то! Я всегда была патриоткой. А он подвёл Чукотку к краю пропасти.
В 1996—2000 — член Совета Федерации по должности; в 2000—2003 — представитель администрации Чукотского автономного округа в Совете Федерации. В 1996—2003 — председатель Комитета по делам Севера и малочисленных народов. Член Парламентской Ассамблеи Совета Европы (ПАСЕ).
В 2003—2009 — аудитор Счётной палаты Российской Федерации.
В 2002 подал запрос в Генпрокуратуру РФ на предмет проверки законности соглашения Бейкера-Шеварднадзе от 1990 года о разделе между СССР и США Берингова пролива, по которому СССР терял около 200 тыс. км² морской территории. По заявлению Назарова, «Шеварднадзе хотел отдать Штатам всю Чукотку» и якобы ему «удалось тогда предотвратить <…> катастрофу: у нас так же хотели забрать почти всю Чукотку».
Президент региональной общественной организации — «Клуб правильной охоты „Сенатор“». Академик Международной академии информатизации. Подполковник запаса.

## Личная жизнь
Бывшая супруга — Ирина Назарова (1961—2017); в марте 2017 года трагически погибла в результате ДТП. Имеет трёх дочерей, среди которых — Анна Назарова (род. 1992), актриса театра и кино.

## Награды
- Орден «За заслуги перед Отечеством» IV степени (24 февраля 2001 года) — за большой вклад в укрепление российской государственности и активную законотворческую деятельность[10].
- Орден Почёта (22 августа 1996 года) — за заслуги перед государством и многолетний добросовестный труд[11].
- Благодарность Президента Российской Федерации (12 августа 1996 года) — за активное участие в организации и проведении выборной кампании Президента Российской Федерации в 1996 году[12].
- Знак отличия «За заслуги перед Чукоткой».
- Почётная грамота Совета Федерации Федерального собрания РФ.
- Орден «Преподобного Сергия Радонежского» IV степени.
- Почётный доктор Чувашского государственного университета.
- Почётный профессор Хабаровского медицинского института.

## Книги
- Назаров А. В. Сокровища оленьего края. Чукотка: на стыке веков. — М.: Куншт, 2000. — 224 с.: ил. — ISBN 5-7834-0009-7 (ошибоч.).
- Назаров А. В. Судьба моя, Чукотка! — М.: Куншт, 2000. — 512 с.: ил. — ISBN 5-7833-0009-8. — ISBN 978-5-7833-0009-7.
- Назаров А. В. Рождённые на берегу двух океанов. — М.: Демиург-Арт, 2005. — 312 с.: ил. — ISBN 5-94414-098-4.
- Назаров А. В. История народов Чукотки: в 4 т. — М.: Демиург-Арт, 2010. — ISBN 978-5-94414-142-2.